# Битка код Данбара (1650)
Битка код Данбара (1650) била је део енглеског грађанског рата. Завршена је победом енглеског Парламента.

## Позадина
Након погубљења краља Чарлса I, шкотски великаши који су дотле у грађанском рату већином подржавали енглески Парламент, одлучили су да признају његовог сина Чарлса II за краља Шкотске и Енглеске. У одговор, енглески Парламент прогласио је Шкоте који су признали краља за бунтовнике, и послао војску под Оливером Кромвелом да их казни. Средином маја 1650. шкотски генерал Давид Лесли прикупио је око 20.000 Шкота код Единбурга и Лита (енгл. Leith) у намери да ту сачека снаге енглеског Парламента које су им пошле у сусрет. Пошто је стигао са око 11.000 војника, Кромвел није напао јаке положаје Шкота, већ је око месец дана маневрисао око њих, покушавајући да их извуче на отворено поље. Да би дошао у бољу везу са својом флотом, ради снабдевања, Кромвел се крајем августа 1650. повукао у шкотску луку Данбар, на јужној обали естуара реке Форт (енгл. Firth of Forth).

## Битка
Пошто се Кромвел са око 11.000 бораца повукао у Данбар ради снабдевања, шкотски заповедник Давид Лесли (енгл. David Leslie) је пошао за њим са око 22.000 људи, избио 2. септембра 1650. на Броксберн (енгл. Broxburn) и поставио се на Кромвелову комуникацију, пресекавши му везу са енглеском флотом. У свануће наредног дана Кромвел је изненадио и обухватно напао десно шкотско крило; разбио га је после дуже борбе пуне драматичних обрта. Пораз шкотског десног крила решио је битку.

## Последице
Три хиљаде Шкота остало је на бојишту, а 10.000 је заробљено са свом артиљеријом, комором и 200 застава. Потпун пораз двоструко надмоћнијих шкотских снага објашњава се не само вештином вођења, већ и бољим квалитетом Кромвелових трупа.